# Tu-cung
Tu-cung (čínsky pchin-jinem Dùzōng, znaky 度宗; 2. května 1240 – 12. srpna 1274), vlastním jménem zprvu Čao Meng-čchi (čínsky pchin-jinem Zhào Mèngqǐ, znaky zjednodušené 赵孟启, tradiční 趙孟启), od roku 1251 Čao C’ (čínsky pchin-jinem Zhào Zī, znaky zjednodušené 赵孜, tradiční 趙孜), později Čao Čchi (čínsky pchin-jinem Zhào Qí, znaky zjednodušené 赵祺, tradiční 趙祺), panoval od roku 1264 jako císař čínské říši Sung. Nastoupil po bezdětném strýci, císaři Li-cungovi.

## Život
Tu-cung se narodil jako Čao Meng-čchi 2. května 1240 Čao Jü-žuejovi. Čao Jü-žuej byl mladší bratr Li-cunga, císaře jihočínské říše Sung, nosil titul kníže ze Žung (榮王).
V jedenácti letech byl Čao Meng-čchi přejmenován na Čao C’a. Li-cungovi synové zemřeli v raném věku, proto císař povolal ke dvoru několik mladých členů císařského rodu, preferoval mezi nimi Čao C’a, roku 1253 jmenovaného císařským synem (chuang-c’, 皇子) a roku 1260 korunním princem. Císař Li-cung zemřel po dvoudenní nemoci 16. listopadu 1264, načež Čao C’ bez problémů nastoupil na trůn, znám je pod svým chrámovým jménem Tu-cung.
Zpočátku vlády císař vyzval své úředníky, aby byli přímí a informovali ho o všech problémech země, ale z jeho strany to zůstalo jen platonickou výzvou nepotvrzenou činy. Záhy zcela odvrhl své povinnosti a oddával se zábavám, pití a ženám. Řešení všech civilních a vojenských záležitostí přenesl do rukou hlavního rádce Ťia S’-taoa, stojícího v čele vlády už od roku 1260.
Za vlády Tu-cunga říši Sung sužovala povstání, války a nepokoje. Nejnebezpečnější byla mongolská agrese. Roku 1268 armáda Mongolské říše v čele s Bajanem a Chubilajem zaútočila na sungskou říši. Šest let Číňané s Mongoly bojovali v dnešní provincii Chu-pej. Až roku 1274 Mongolové zvítězili v rozhodující bitvě u Siang-čou. Osudovou porážku, po které se sungská armáda nevzchopila k vážnějšímu odporu proti Mongolům, Ťia S’-tao před císařem utajil.
Tu-cung zemřel krátce poté, novým panovníkem se stal jeho čtyřletý syn Čao Sien, známý posmrtným jménem Kung-cung. Na sungském císařském trůnu se v krátké době postupně vystřídali tři malí synové Tu-cunga, poslední z nich zahynul roku 1279 a s ním skončila i říše Sung.